# Wiegand Hilberger
Wiegand Hilberger (ur. 8 września 1908, zm. ?) – zbrodniarz nazistowski, członek załogi niemieckiego obozu koncentracyjnego Buchenwald i SS-Hauptscharführer.
W zawodu krawiec. Członek NSDAP i SS. Członek personelu Buchenwaldu od 1939 do grudnia 1942, gdzie pełnił służbę jako podoficer komendantury. Dodatkowo od listopada 1941 do przełomu lutego i marca 1942 należał do Kommando 99, które dokonywało eksterminacji jeńców radzieckich.
Hilberger został osądzony za swoje zbrodnie również przez amerykański Trybunał Wojskowy w Dachau w procesie członków komanda 99 (US vs. Werner Alfred Berger i inni) i skazany na karę 20 lat pozbawienia wolności.